# 桥头镇 (怀集县)
桥头镇，是中华人民共和国广东省肇庆市怀集县下辖的一个乡镇级行政单位。

## 行政区划
桥头镇下辖以下地区：
桥头社区、金星村、保丰村、新宁村、新兴村、凤真村、徐安村、六竹村、徐丰村、丰大村、新平村、红光村、岩旺村和岑元村。